# Ferrocarril de León a Gijón

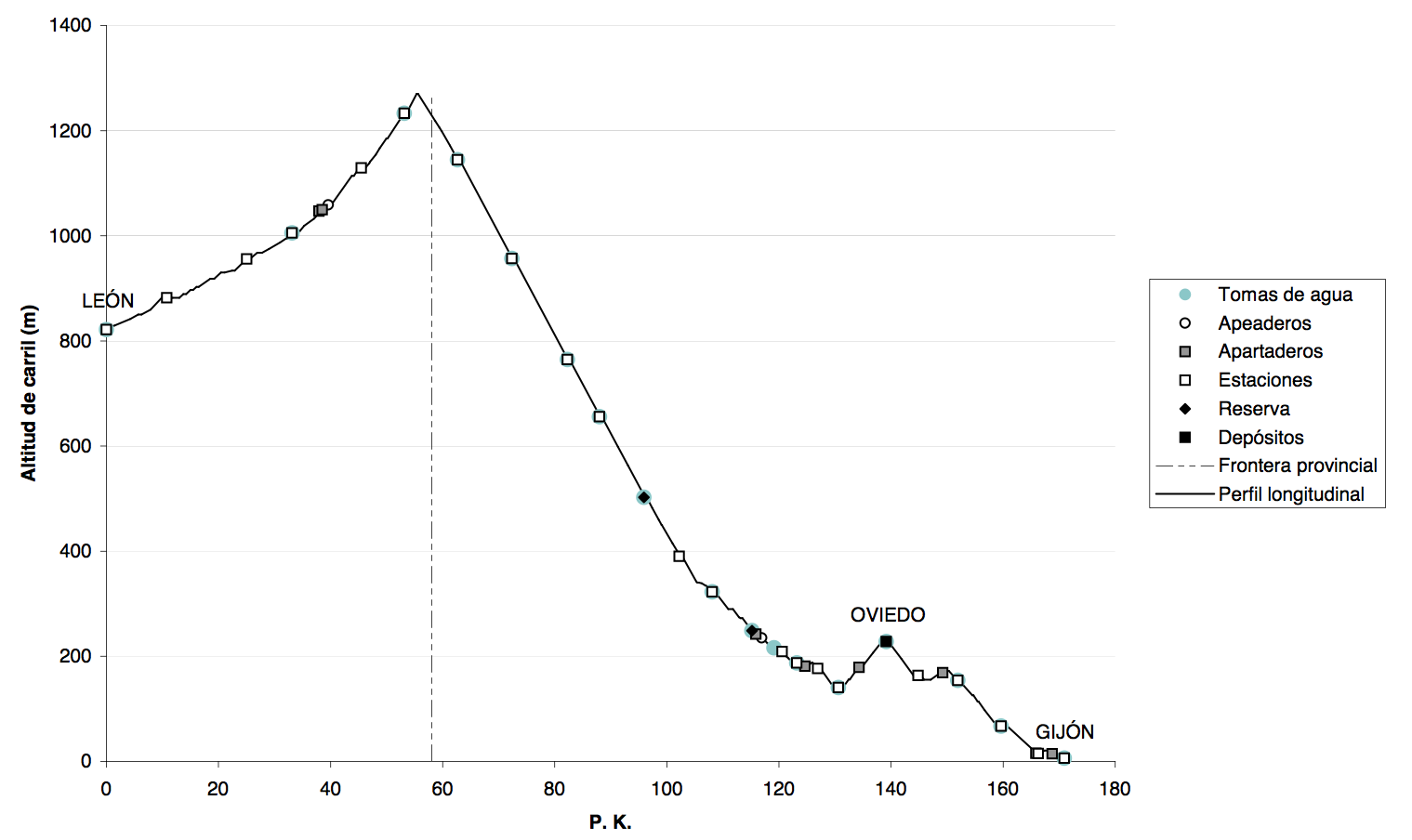
Perfil longitudinal de la línea en 1921, con indicación de sus dependencias.

El ferrocarril de León a Gijón, también conocido como ferrocarril de Asturias, es una línea ferroviaria de ancho ibérico entre ambas localidades españolas, que constituye el acceso ferroviario a Asturias desde la meseta. El tramo que cerró la línea, la rampa de Pajares, se inauguró el 15 de agosto de 1884, completando la comunicación ferroviaria entre Asturias y León.
Actualmente, es un tramo de la línea Venta de Baños-Gijón, de la Red Ferroviaria de Interés General.

## Historia
La conexión de Asturias con la Meseta central fue una aspiración de las empresas industriales asturianas y de la Diputación de Oviedo desde el inicio de la explotación regular del carbón asturiano, en la década de 1840. Del mismo modo, serviría para dar salida a los productos agrarios leoneses y castellanos. Así, empezó a ser exigida por comerciantes, empresarios y la prensa asturiana. A pesar de ello, Asturias no tuvo conexión con el resto de España por ferrocarril hasta 1884, a pesar de ser, en la década de 1870, «la primera región productora de hierro y carbón» de España. Este retraso en la conexión ferroviaria de Asturias, y de Galicia, con la red peninsular supuso un perjuicio en las «posibilidades de crecimiento de ambas regiones» y dificultades para el transporte de productos industriales y agrícolas del resto de mercados.
La cronología de puesta en servicio de los diferentes tramos de la línea, con indicación de la compañía concesionaria y de la longitud del tramos es la siguiente:
| Fecha     | Tramo                              | Compañía | Longitud (km) |
| --------- | ---------------------------------- | -------- | ------------- |
| 17/1/1868 | León-La Robla                      | Noroeste | 25,048        |
| 1/8/1868  | La Robla-Pola de Gordón            | Noroeste | 8,100         |
| 23/5/1872 | Pola de Gordón-Busdongo            | Noroeste | 19,910        |
| 23/7/1874 | Pola de Lena-Gijón                 | Noroeste | 62,774        |
| 15/5/1881 | Puente de los Fierros-Pola de Lena | ———      | 12,201        |
| 15/8/1884 | Busdongo-Puente de los Fierros     | AGL      | 42,775        |

En la estación de León, la línea enlazaba con la Palencia-La Coruña, cuyo tramo Palencia-León había sido puesto en funcionamiento el 8 de noviembre de 1863. Del mismo modo, en Palencia, enlazaba con la Venta de Baños-Alar, inaugurada el 1 de agosto de 1860, que la comunica con la línea Madrid-Hendaya, completada el 15 de agosto de 1864.

### Antecedentes
El primer proyecto para unir mediante ferrocarril León con Asturias fue debido a la compañía de capital británico Asturian Mining Company, establecida en Mieres, a través de Richard Kelly. Este obtuvo una concesión «para la ejecución de un camino de hierro de Avilés á León» mediante resolución del 31 de diciembre de 1844. La intención de la compañía era utilizar la vía férrea para situar sus productos férricos en el mercado castellano. Según lo publicado por el diario madrileño El Heraldo, la concesión era por 80 años y la empresa, de 2 millones de libras de capital, se denominaría «Compañía del real camino de hierro del Norte de España». La empresa fracasó, según Luciano Castañón, por la fianza exigida por el gobierno español y por la «gran decepción» que sufrieron los enviados desde el Reino Unido «al descubrir que el país que ellos creían llano como el mapa de Arrowsmith, en el proyecto presentaba obstáculos tan insignificantes para la vía férrea, como varias leguas de cordilleras cuyas cumbres alcanzaban de 6.000 a 9.000 pies de altura y estaban cubiertas de nieve durante unos cuantos meses al año. Esto fue un desengaño completo», en palabras recogidas por Richard Ford, en su obra de 1846, Cosas de España.
En 1858, con el asturiano José Francisco Uría y Riego como director general de Obras Públicas, una ley, del 21 de abril, permite al gobierno adjudicar, mediante subasta pública, la concesión de una línea de ferrocarril que, partiendo de Palencia, llegue a los puertos de La Coruña y Vigo, pasando por León. Formaría parte de esta línea el ramal a Asturias desde la propia línea. En 1861, el trazado del ramal fue levantado por los ingenieros Eduardo Gutiérrez Calleja y Saturnino Adana, y fue sacado a subasta a finales del mismo. La línea debía partir de la de Palencia a Ponferrada en León y llegar a Gijón por Pola de Gordón, Santibáñez, Moreda y Oviedo, con una longitud de 194,533 km. Contaba con un presupuesto de 330 millones de reales y una subvención pública de 166 035 965,15 rs (50,3 %).
Hasta el año 1864 hubo varios propuestas de asunción de la obra a cambio de modificar su trazado, todas ellas rechazadas. El 10 de noviembre de 1862 el marqués de Salamanca propuso elevar la pendiente del trazado del 1,5 al 4,5 ‰ y reducir el radio de las curvas a 250 m, con el objetivo de quedarse con la subvención de una obra técnicamente irrealizable.
El 1 de enero de 1863, el ingeniero francés Gabriel Heim, director de la Sociedad Hullera de Quirós y miembro de la Sociedad Geológica de Francia, propuso un trazado alternativo para comunicar la línea de Palencia a Galicia con Asturias. Con un presupuesto de 252 millones de reales, su proyecto, elaborado durante siete años, proponía una línea que partía desde Benavides de Órbigo, cruzaba la cordillera Cantábrica por el puerto de Ventana y llegaba hasta San Esteban de Pravia. La línea cruzaría Babia, Quirós y Proaza y desde Trubia partirían ramales a Mieres y Noreña, pasando por Oviedo. En Noreña conectaría con el Ferrocarril de Langreo, que comunicaba Gijón con Langreo.
El 10 de noviembre de 1864 el gobierno sacó de nuevo a subasta la obra con un nuevo presupuesto de 387,8 millones, manteniendo la subvención por el 50,3 % del total.

### Construcción
En 1864 obtiene la concesión para construir la línea, Juan Manuel de Manzanedo. Posteriormente, dentro del mismo año, Manzanedo se la cede a José Ruiz de Quevedo.
La línea fue empezada a construir por la Compañía de Ferrocarril del Noroeste de España, que quebró antes de finalizar las obras, en 1878. Antes de su quiebra, la compañía había completado la línea entre León y Busdongo, en la provincia de León, y entre Pola de Lena y Gijón, en el lado asturiano. Faltaba por completar el paso del puerto de Pajares, el tramo más complicado debido al desnivel que era necesario salvar, que fue acometido por la Compañía de los Ferrocarriles de Asturias, Galicia y León.
Finalmente, la rampa de Pajares fue inaugurada el 15 de agosto de 1884 con la asistencia del rey Alfonso XII y su esposa María Cristina de Habsburgo-Lorena. El acto oficial se desarrolló en Busdongo, en la boca sur del túnel de La Perruca.

### Norte

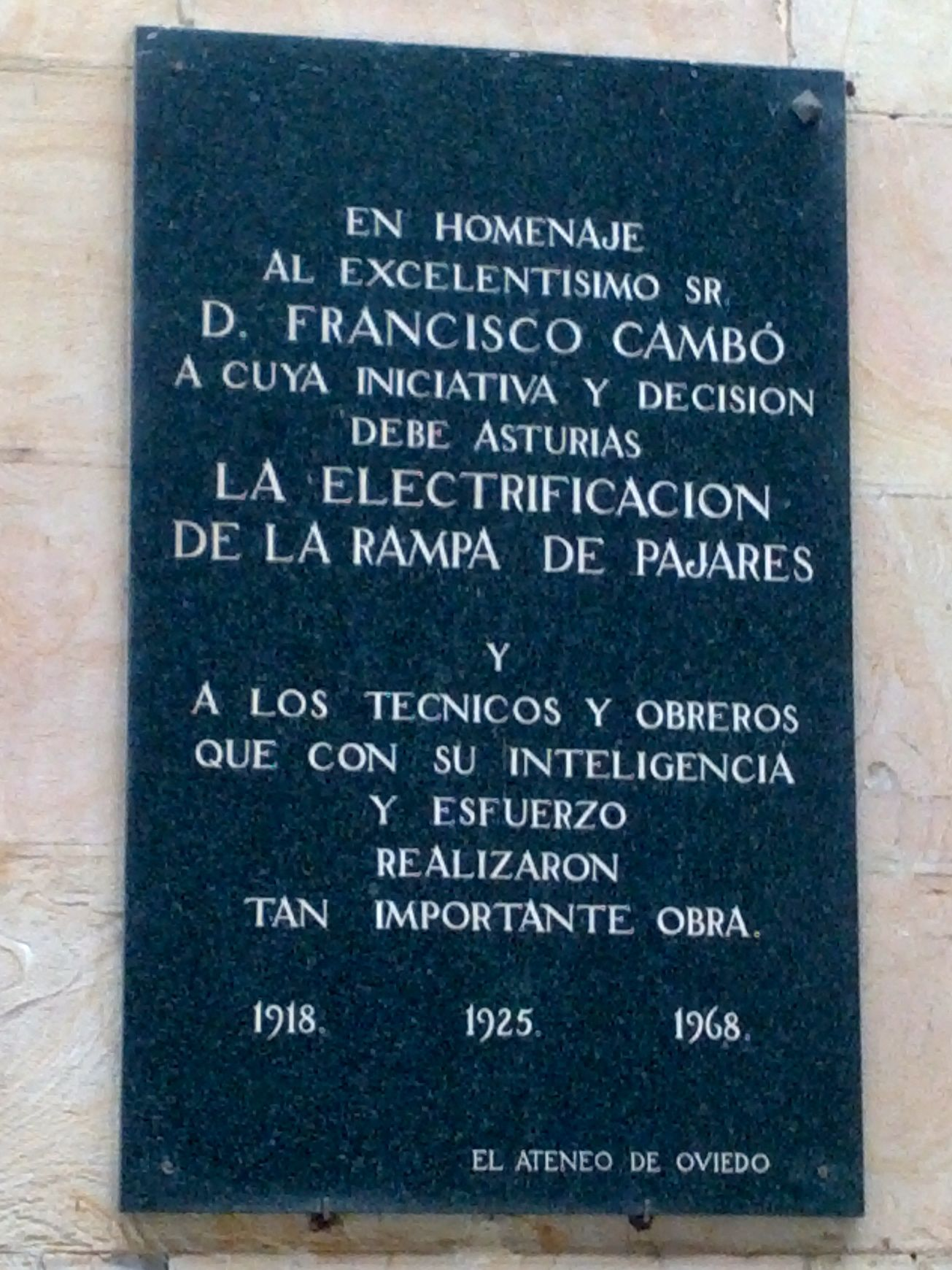
Placa colocada en mayo de 1968 para celebrar el 50.º aniversario de la ley de electrificación de la rampa de Pajares en honor a Francisco Cambó, su promotor. Estación de Oviedo.

Poco tiempo después de la inauguración del trazado completo de la línea, el 1 de mayo de 1885, pasa a manos de la Compañía de los Caminos de Hierro del Norte de España, que adquiere mediante fusión, a la Compañía de los Ferrocarriles de Asturias, Galicia y León, en la que ya tenía participación. A partir de ahí, el Norte expande su red en Asturias mediante la construcción de ramales de la línea León-Gijón, con el objetivo de aportar tráficos a sus líneas troncales. Norte ya contaba en Asturias con la línea Oviedo-Trubia, inaugurada el 30 de abril de 1883 y transferida desde AGL. A esta línea sumó, en 1890, la línea Villabona-Avilés, que más tarde continuaría hasta San Juan de Nieva. Y en 1894, la Soto de Rey-Ciaño Santa Ana, llegando a la cuenca del Nalón, para captar el tráfico de sus carbones.
La limitación en la capacidad de transporte del carbón asturiano hacia el interior de la Península empujó a la compañía a acometer la electrificación del tramo Busdongo-Ujo (rampa de Pajares), el primero en ser electrificado en 3 kV de corriente continua en España, en 1924. Esta obra no habría sido posible sin el impulso del ministro de Fomento Francisco Cambó.

### RENFE y Adif
En 1941, Norte se integra en la recién creada RENFE, con todas sus líneas. Es en esta época cuando se construye el ramal que desde Tudela-Veguín comunica con Lugo de Llanera a través del túnel de La Grandota. Inaugurado en 1957, la línea, de 14,9 km de longitud, evitaba que los trenes carboneros con dirección a los puertos de Avilés y Gijón atravesaran la ciudad de Oviedo y las rampas en Las Segadas.
En 1955, Renfe completó la electrificación de todo el recorrido, entre Ujo y Gijón (4 de enero) y entre León y Busdongo (23 de noviembre). Entre 1966 y 1968 se puso en marcha el control de tráfico centralizado en la línea y en sus ramales a San Juan de Nieva y El Entrego, totalizando un total de 219 km de vía, con puesto de mando en Oviedo.
Dentro del Plan de Infraestructura Ferroviaria de Asturias, iniciado en 1970, se realizaron obras de renovación y mejora en la línea y sus ramales. Ejecutada en 2 fases, el plan contemplaba el incremento de la capacidad de transporte, incluyendo la rampa de Pajares. Así, en 1973 (2.ª fase) se iniciaban las obras para la duplicación de la vía entre Pola de Lena y Veriña, nudo ferroviario que fue objeto de obras de mejora, con nuevos accesos. Dentro de este tramo de vía doble, el situado entre Soto de Rey y Lugo de Llanera fue el primero en ser banalizado en España, en 1977.
Desde 2005 la línea pertenece a Adif.

## Servicios ferroviarios

### Media distancia

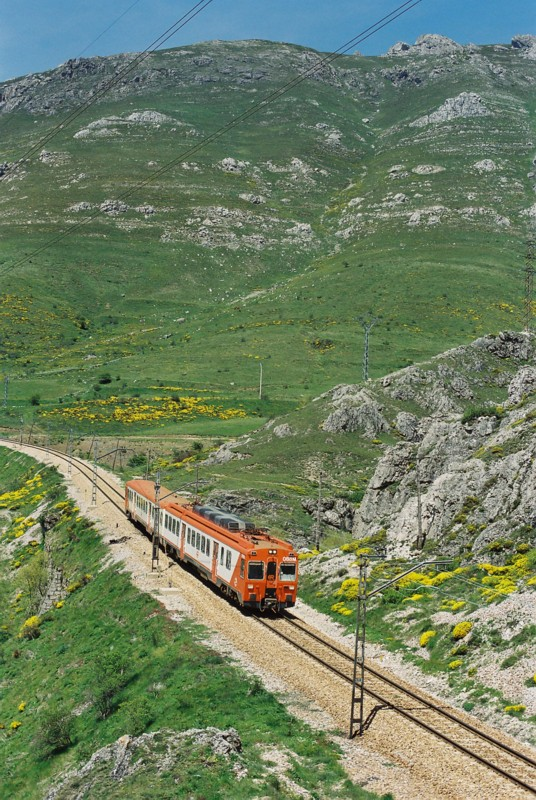
Una unidad de la serie 440 de RENFE en la línea León-Gijón a la altura de Busdongo (2001).

Entre Gijón y León, existe una conexión de media distancia (Regional), que conecta ambas ciudades. De manera oficial, en diciembre de 2012 el ministerio de Fomento incluyó el servicio entre aquellos a suprimir durante el año 2013, por su baja ocupación. Los datos del 2011 indicaban que era del 14,9 %, con 31 231 viajeros. Posteriormente, el Consejo de Ministros aprobó que la línea de media distancia continuaría en funcionamiento como obligación de servicio público, con financiación por parte de la Administración General del Estado.
Según el informe Definición de los Servicios Ferroviarios de Media Distancia que se regirán por Obligaciones de Servicio Público, de abril de 2012, realizado por Ineco por encargo de la Secretaría de Estado de Transporte del Ministerio de Fomento, en el año 2010 se realizaron un total de 1272 circulaciones en la línea, a razón de 25 semanales, según datos proporcionados por Renfe Operadora. De acuerdo a dicho informe, en ese año utilizaron los servicios de Media distancia de la línea León-Gijón 34.237 viajeros, con un promedio de 27 por circulación, lo que equivale a un 6,5 % de ocupación de las plazas ofertadas. No obstante, las circulaciones estacionales (los fines de semana del verano), alcanzaron ocupaciones superiores al 50 %. En cuanto al aspecto económico, la línea habría tenido, según datos de Renfe Operadora, un déficit de explotación de 1 085 746 €, cubriendo los ingresos el 14,9% de los gastos en el año 2010.
Desde el 2 de junio de 2013, las circulaciones semanales pasaron de 25 a 14 (una diaria de ida y vuelta). Además, otros 14 circulaciones empezaron a ser prestadas por servicios de larga distancia, que aumentan el número de paradas entre ambas capitales.

### Mercancías

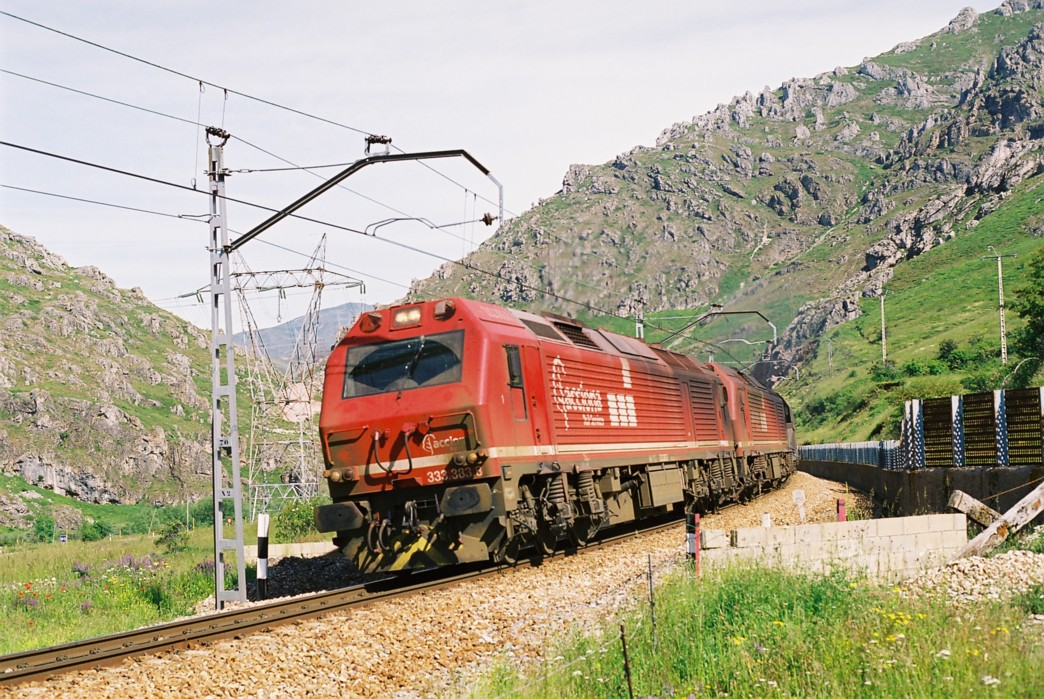
La locomotora diésel-eléctrica 333.383 de Acciona Rail Services a la altura de Busdongo.

Acciona Rail Services comenzó en el año 2007 a transportar carbón importado por el puerto de Gijón hasta la leonesa central térmica de La Robla, con medios propios, por la línea, siendo la primera compañía privada en realizar un servicio integral de mercancías utilizando la red pública de ferrocarril en España tras su liberalización.